# ويليام جون كيني
ويليام جون كيني (بالإنجليزية: William John Kenny)‏ هو كاهن كاثوليكي أمريكي، ولد في 14 أكتوبر 1853، وتوفي في 24 أكتوبر 1913 في بالتيمور في الولايات المتحدة.